# Marcos Venâncio de Albuquerque
Marcos Venâncio de Albuquerque, meglio noto come Ceará (Crato, 16 giugno 1980), è un ex calciatore brasiliano, di ruolo difensore.

## Palmarès

### Competizioni statali
- Campionato Paranaense: 1

Coritiba: 2003
- Campionato paulista: 1

São Caetano: 2004

### Competizioni nazionali
- Coppa di Lega francese: 1

Paris Saint Germain: 2007-2008
- Coppa di Francia: 1

Paris Saint Germain: 2009-2010
- Campionato brasiliano: 2

Cruzeiro: 2013, 2014
- Campionato Mineiro: 1

Cruzeiro: 2014

### Competizioni internazionali
- Coppa Libertadores: 1

Internacional: 2006
- Coppa del mondo per club: 1

Internacional: 2006
- Recopa Sudamericana: 1

Internacional: 2007